# Televisió Menorquina
Televisió Menorquina (TVM) va ser una cadena de televisió local de Menorca que va emetre entre els anys 1990 i 2011 i oferí continguts informatius i culturals centrats en l'illa.
TVM fou creada per la família Barca Mir a través de l'empresa Televisión por Cable de Menorca SA (Tecamesa), fundada el 1989, i es va convertir en pionera en oferir televisió per cable a Espanya. El seu primer servei, a partir de 1990, fou un canal local de contingut menorquí per incrementar el nombre d'abonats. El 1995 va ampliar la seva cobertura a gairebé tota l'illa amb emissions en analògic, i el 2003 Editorial Menorca es va convertir en accionista, consolidant el seu paper com a referent audiovisual a Menorca. El 2005, TVM es va convertir en la primera televisió local d'Espanya a emetre en format digital terrestre.
TVM destacava per programes d'informació local com Punt Informatiu i Es Debat, així com altres espais culturals com Xino-Xano, Humans i Mira Menorca. La seva programació buscava connectar els menorquins amb la realitat social, política i cultural de l'illa.
El 2011, TVM va tancar les seves emissions. El seu llegat audiovisual, unes 25.598 hores de material, fou cedit al Consell Insular de Menorca, per ser conservat i digitalitzat a l'Arxiu d'imatge i so de Menorca, on és accessible per investigadors i entitats culturals.